# Lyktfisk
Lyktfisk (Photoblepharon steinitzi) är en fiskart som beskrevs av Abe och Haneda, 1973. Lyktfisk ingår i släktet Photoblepharon och familjen Anomalopidae. Inga underarter finns listade i Catalogue of Life.